# Герман Воук
Герман Воук (англ. Herman Wouk; 27 травня 1915, Бронкс — 17 травня 2019, Палм-Спрінгз) — американський письменник, лауреат Пулітцерівської премії.

## Біографія
Народився у Нью-Йорку в єврейській сім'ї, що емігрувала з Російської імперії. Закінчив Колумбійський університет, відтак брав приватні уроки філософії і працював радіоведучим. З 1942 року служив у ВМС США, був учасником бойових дій на Тихоокеанському театрі воєнних дій Другої світової війни. Перший роман опублікував у 1947 році. З середини 1920-х років став дотримуватися виконання у повсякденному житті всіх приписів юдаїзму.
У 1930-ті роки працював радіосценаристом на «Joke Factory» Девіда Фрідмана, відтак протягом п'ятьох років з Фредом Алленом, і з 1941 року на державному радіо.
Найвідоміші романи: «The Caine Mutiny» (1951, про життя на бойовому кораблі періоду Другої світової; отримав за нього Пулітцерівську премію), «The Winds of War і War and Remembrance» (1971 і 1978 відповідно; двотомний монументальний роман, котрий показувати передісторію Другої світової війни і її розвиток на всіх фронтах світу; зачіпає також тему Голокосту).

## Сім'я
- Батько — Авраам Ісаак Воук.
- Мати — Естер Левін.
  - Молодший брат — Віктор Воук (1919—2005), американський учений та інженер.
- Подружжя — Бетті Сара Браун (1920—2011), від цього шлюбу було троє дітей.
  - Старший син — Авраам Воук (1946—1951).
  - Середущий син — Джозеф Воук.
  - Молодший син — Натаніель Воук.

## Екранізації
- Бунт на «Кейні»
- Трибунал над бунтарем з «Кейна»